# Louis Donnadieu
Pour les articles homonymes, voir Donnadieu.
Louis Donnadieu, né le 17 mars 1930 à Saint-Étienne-d'Albagnan, est un médecin généraliste et homme politique français.

## Mandats électifs
- Député de la 2e circonscription du Tarn (1969-1973, 1973-1978, 1978-1981) en suppléance de Jacques Limouzy
- Maire de Bout-du-Pont-de-l'Arn entre 1971 et 1989[2].